# Реакція Беєра-Дрюсона
Реакція Беєра — Дрюсона або синтез індиго Беєра — Дрюсона — реакція в органічній хімії, яка в 1882 році була описана Адольфом фон Беєром і Вігго Дрюсоном та названа на їхню честь. Ця реакція є синтезом індиго з 2-нітробензальдегіду та ацетону.

## Реакція
У реакції Беєра—Дрюсона індиго утворюється реакцією конденсації 2-нітробензальдегіду та ацетону у присутності розведеного розчину гідроксиду натрію.

## Механізм реакції
У запропонованому механізмі реакції ацетон (1) депротонується на першій стадії з використанням розчину гідроксиду натрію. Він утворює енолат-іон (2), який нуклеофільно атакує 2-нітробензальдегід (3). Після протонування утворюється проміжний продукт (4). Цей проміжний продукт спочатку депротонується в гідроксильній групі, а потім протонується у нітрогрупі, завдяки чому відбувається розщеплення води. Результатом є проміжний продукт (5). Далі йде депротонування кислотного атома водню. Після закриття кільця утворюється аніон (6). Проміжний продукт (8) утворюється подальшим закриттям кільця та розщепленням ацетатного аніона (7).
Проміжний продукт (8) реагує спочатку з молекулою води, а потім з гідроксид-іоном з видаленням води. Утворюється іон (9), який атакує далі еквівалент проміжного продукту (8). Після двох наступних етапів реакції з вивільненням гідроксидного іона утворюється індиго (10).

## Застосування
Найбільше реакція Беєра—Дрюсона застосовується в синтезі похідних індиго. Крім того, її можна використовувати для тестування на наявність метилкетонів.